# Marigna-sur-Valouse
Marigna-sur-Valouse település Franciaországban, Jura megyében. Lakosainak száma 107 fő (2022. január 1.). Marigna-sur-Valouse Nancuise, Monnetay, La Boissière, Chambéria, Montrevel és Valzin en Petite Montagne községekkel határos.

## Népesség
A település népességének változása:
| Lakosok száma | 97   | 82   | 87   | 110  | 114  | 118  | 116  | 111  | 110  | 107  |
|               | 1968 | 1982 | 1990 | 2006 | 2013 | 2015 | 2017 | 2019 | 2020 | 2022 |